# Dmitriy Forshev
Dmitriy Forshev (né le 30 mai 1976) est un athlète russe, spécialiste du 400 mètres. 

## Biographie
Aux championnats du monde en salle 2004, Dmitriy Forshev remporte l'argent sur 4 × 400 mètres, aux côtés de Boris Gorban, Andrey Rudnitskiy et Aleksandr Usov. Avec un temps de 3 min 06 s 23, les Russes s'inclinent face au relais jamaïcain.
Au niveau national, il a remporté les championnats de Russie en plein air sur 400 mètres en 2005. En salle, il s'est imposé sur 200 mètres en 2003, et sur 400 mètres en 2004 et 2005.
Dmitriy Forshev est marié à l'athlète russe Olesya Forsheva, née Krasnomovets.

### Palmarès
| Date | Compétition                         | Lieu     | Résultat | Épreuve   | Performance   |
| ---- | ----------------------------------- | -------- | -------- | --------- | ------------- |
| 2004 | Coupe d'Europe des nations en salle | Leipzig  | 1er      | 400 m     | 46 s 46       |
| 2004 | Championnats du monde en salle      | Budapest | 2e       | 4 × 400 m | 3 min 06 s 23 |
| 2005 | Championnats d'Europe en salle      | Madrid   | 4e       | 400 m     | 47 s 37       |
| 2005 | Championnats d'Europe en salle      | Madrid   | 3e       | 4 × 400 m | 3 min 09 s 63 |
| 2005 | Championnats du monde               | Helsinki | 7e       | 4 × 400 m | 3 min 03 s 20 |

### Records
| Épreuve    | Épreuve      | Performance | Lieu     | Date            |
| ---------- | ------------ | ----------- | -------- | --------------- |
| 400 mètres | En plein air | 45 s 62     | Florence | 21 juin 2003    |
| 400 mètres | En salle     | 46 s 29     | Moscou   | 18 février 2004 |